# BLOODY CROSS
《BLOODY CROSS～血色十字架～》（ブラッディ・クロス，血之十字架），是米山シヲ的日本漫畫作品。於《月刊少年GANGAN》2009年3月號開始連載。

## 大綱
混血天使，是由純血天使與其他種族所生的。每個混血天使都有一個混血咀咒刻於身上，若不能於18歲前解除咀咒，就只能迎來死亡......

## 登場人物
月宮
本作主角，天使與吸血鬼的混血。擁有極高的戰鬥力，能運用自身的血作為武器。能辨別謊話，身上刻有混血咀咒，後已使用神之遺產解除。曾被里堂用咒術控制。
日向
是個混血的天使。能運用咒符作武器和結界。擅長說謊，是個凡事先為自己利益著想的人。身上刻有混血咀咒，後已使用神之遺產解除。
續
皐的弟弟，一個得到神之力的純血天使。現正收集「神之遺產」，性格極為魯莽。以「運氣」作為得到能力的交換。
花村
魔族，曾被續所救，三年後因應誠諾成為續的從者。原形為魔犬，擅長烹調，且性格與續相反，較為冷靜。
皐
續的哥哥，得到神之力的墮天使。與續一樣，現正收集「神之遺產」。以「理智」作為得到能力的交換。
桃瀨
魔族，為皐第四個的從者，在其被收容前的從者都被皐殺掉。有貓的特徵，擁有變成他人外貌的能力。十分愛慕皐。
尚
天使與人類的混血。未能逃脫自身的混血咀咒，能運用咒符作武器和結界。後因背叛皐，與其戰鬥而死亡。

## 專用名詞
混血天使
由純血天使與其他種族所生。有混血咀咒刻於身上。
混血咀咒
只有混血天使才會有，必須於18歲前解除，否則會死亡。
墮天使
原為純血天使的人，使用多種方法後污染成墮天使。
神之遺產
能使混血咀咒解除。純血天使收集越多，更有利成為神。
純魔族
自身的血能解除混血天使的混血咀咒，所以很多混血天使都去獵殺純魔族。

## 出版書籍
《ブラッディ・クロス》
1. 2009年6月22日發售 (ISBN 978-4-7575-2584-9)
2. 2009年11月21日發售 (ISBN 978-4-7575-2721-8)
3. 2010年4月22日發售 (ISBN 978-4-7575-2844-4)
4. 2010年10月22日發售 (ISBN 978-4-7575-3023-2)
5. 2011年4月22日發售 (ISBN 978-4-7575-3195-6)
6. 2011年10月22日發售 (ISBN 978-4-7575-3387-5)
7. 2012年4月21日發售 (ISBN 978-4-7575-3550-3)
8. 2012年11月22日發售 (ISBN 978-4-7575-3779-8)
9. 2013年7月22日發售 (ISBN 978-4-7575-4000-2)
10. 2014年3月22日發售 (ISBN 978-4-7575-4241-9)
11. 2014年11月22日發售 (ISBN 978-4-7575-4411-6)
12. 2015年9月19日發售 (ISBN 978-4-7575-4735-3)

## 外部連結
- ブラッディ・クロス（月刊少年GANGAN）（页面存档备份，存于）